# Зашиверск
Заши́верск (якут. Зашиверскай) — исчезнувший город в России. Находился за Полярным кругом, в среднем течении реки Индигирки, ныне Момский район Якутии.
Основан в 1639 году как зимовье за порогами-шиверами (отсюда название города). В XVII — начале XIX веков являлся местом сбора ясака, крупным торговым и административным центром в бассейне Индигирки, с населением до 500 человек. Перекрёсток водных и сухопутных путей (из Якутска на Колыму). С истреблением пушного зверя пришёл в упадок, после эпидемий оспы к 1880-м годам прекратил существование. Единичные обитатели на месте бывшего поселения оставались ещё в 1920-е годы.
В литературе называется заполярный Китеж, сибирский «град Китеж»; якутские, заполярные Помпеи. Уцелели Спасская церковь и колокольня, которые были вывезены в музей Новосибирска во время археологической экспедиции 1969—1971 годов.

## Расположение

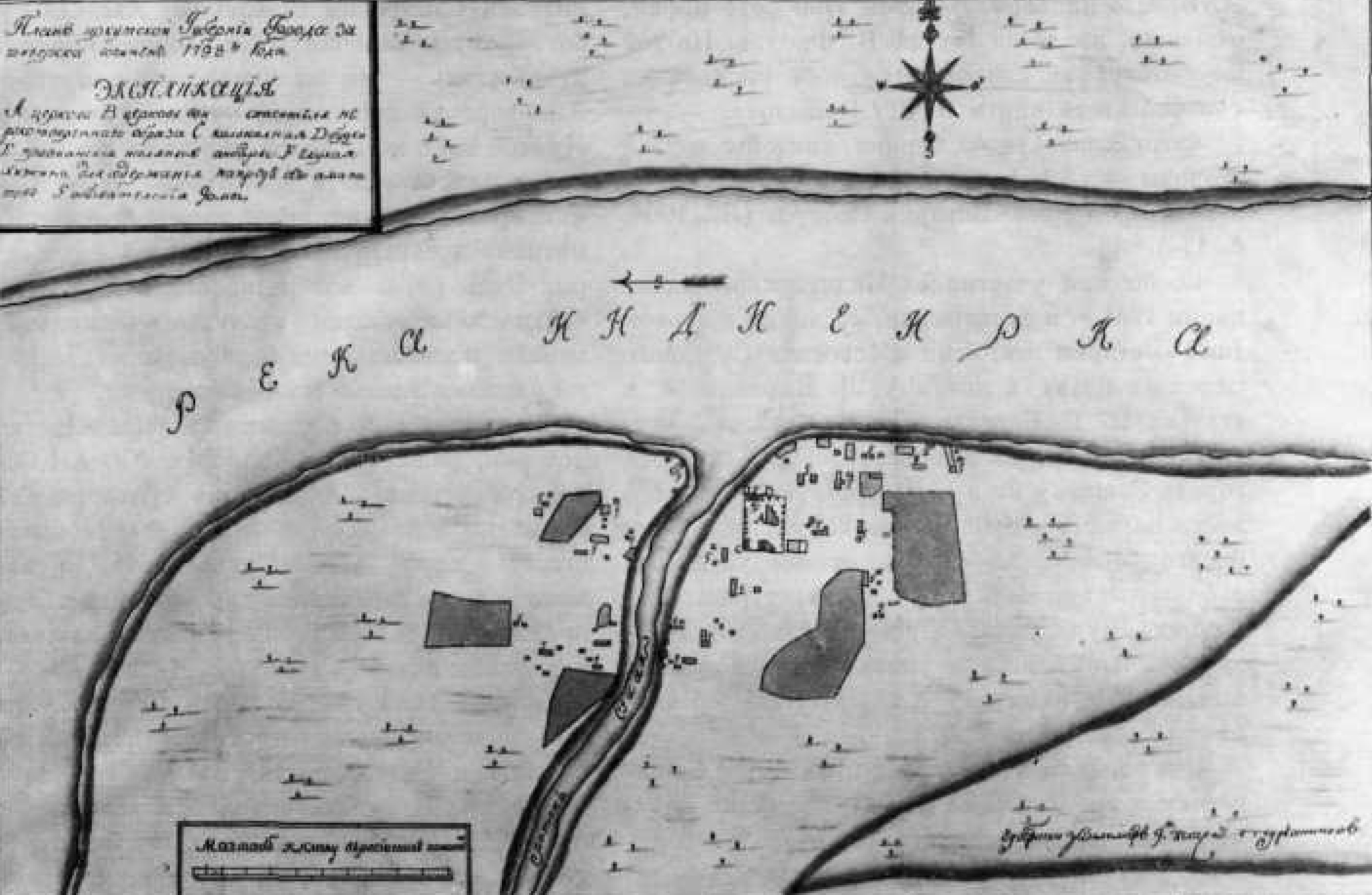
План Зашиверска 1798 года

Зашиверск располагался в лесотундровой зоне, в окружении гор кряжа Андрей-Тас и Момского хребта, на полуострове реки Индигирки, в среднем её течении. Индигирка, называвшаяся в то время Собачьей рекой, здесь судоходна, имеет быстрое течение и водовороты. Значительно выше по течению Индигирки — шиверы на порогах Бусика. В прошлом река неоднократно затапливала город. Полуостров ныне около 5 км в длину и до 1,5 км в ширину, являлся естественной защитой от врагов. На противоположном берегу расположены отвесные скалы высотой до 400 метров с причудливым узором, с обратной стороны покрыты хвойным лесом. Местность болотистая, с низкими кустарниками. Летом здесь наблюдаются белые ночи; на лугах растут травы и яркие полевые цветы. Путешественников того времени природа этого места как изумляла, так и разочаровывала (своей гористостью, неплодородностью земли). К северу от Зашиверска начинается тундра с бесчисленными озёрами и болотами. Ближайшие населённые пункты в настоящее время: сёла Кулун-Елбют выше по течению Индигирки (расстояние по прямой — около 70 км) и Куберганя ниже по течению (около 85 км).
Территория бывшего города включена в созданный в 1999 году ресурсный резерват (особо охраняемую природную территорию) муниципального значения «Зашиверск» — частично охраняемую ключевую орнитологическую территорию российской Арктики.

## История

### Зимовье
История Зашиверска берёт начало с 1639 года, когда отряд енисейского казака Посника Иванова после столкновений с юкагирами вышел на берег Индигирки ниже порогов (шивер) и 11 октября того же года соорудил зимовье, позднее получившее название Зашиверск. Намного ниже Зашиверска в то же время Иваном Ребровым было основано Подшиверское и пара других зимовий. Иванов докладывал: 
Юкагирская землица людна, а Индигирская река рыбна; в Юкагирской землице соболей много; и в Индигирь-реку многие реки впали, а по всем по тем рекам живут многие пешие и оленные люди; да у юкагирских же людей серебро есть.
Через берега речки Колядин, впадающей в Индигирку напротив города, проходила сухопутная дорога из Якутска на Колыму, в местном фольклоре называвшаяся «царской», то есть государственной. Связь с Якутском по суше в XVIII веке, по преданию, осуществлялась через бассейн Яны, один из путей проходил через Верхоянск и Жиганск. Дорога до Якутска (на лошадях) занимала 3—4 месяца, при этом в путь отправлялись в основном летом. Ближайшее поселение находилось на расстоянии более 300 км.
Зашиверск выполнял роль стоянки и снабженческой базы для путешествующих казаков, служилых и «охочих людей». Здесь они заправлялись продовольствием, снаряжением и боеприпасами. В этом месте побывали землепроходцы Семён Дежнёв, Селиванко Харитонов, Михаил Стадухин. Содержались магазины и склады. Строились и ремонтировались кочи. Город населяли чиновники и сборщики ясака, купцы и промышленники.
В Зашиверск свозился ясак, сюда приезжали с податной пушниной юкагиры, обитавшие в окрестностях, эвенки с верховий Индигирки и даже охотские тунгусы. В 1665 году зашиверцы послали челобитную с жалобой на сына боярского Андрея Булыгина, притеснявшего юкагир: «Он же Андрей всякими обидами их обидит и приметываетца своими бездельными приметы и побрал у них юкагирей всякие последние животишка и олени и ясаку-де им промышлять не на чем и жить-де им стало не можно». Юкагиры и эвены отказывались платить ясак, в 1666 году напали, а в 1679 году осадили Зашиверск.

### Острог
Из-за постоянной угрозы осады в 1676 году в центре Зашиверска была построена деревянная крепостная стена, сделавшая город единственным укреплением на Индигирке с постоянным гарнизоном казаков и центром огромных территорий от реки Яны на западе до Колымы на востоке.
В 1721 году Индигирский острог получил название Зашиверска. За 1769 год в Зашиверском приходе числилось 922 исповедовавшихся, в том числе 33 ссыльных; среди постоянных жителей, потомки которых до сих пор живут в Русском Устье и на Колыме, были фамилии Посников, Тарабукин, Хабаров, Синицын, Берёзкин, Лебедев, Шелканов и другие. Часть населения Индигирки были выходцами из Русского Севера.
Приказчики Зашиверского острога:
| Андрей Горелый  | : | 1650—1652 |
| Фома Кондратьев | : | 1650—1652 |
| Василий Бурлак  | : | 1652—1654 |
| Иван Овчинников | : | 1654—1658 |

| Василий Бурлак | : | 1659      |
| Иван Жирок     | : | 1660—1662 |
| Амос Михайлов  | : | 1662—1663 |
| Андрей Булыгин | : | 1665      |

| Лыткин            | : |           |
| Степан Щербаков   | : | 1668—1670 |
| Леонтий Трифонов  | : | 1670—1671 |
| Юрий Крыженовский | : | 1675—1677 |

| Дмитрий Савин    | : |           |
| Герасим Цыпандин | : | 1686—1688 |
| Фёдор Краснояр   | : | 1688—1689 |
| Иван Тобольский  | : | 1688—1690 |

### Город
Зашиверск в конце XVIII века
В 1783 году Зашиверск с учётом наличия в нём крепости и церкви получил статус города и административного центра Зашиверского уезда, в составе Якутской области Иркутского наместничества. Здесь разместился градоначальник и городская ратуша, уездное казначейство, уездный суд по уголовным делам, земский суд и другие учреждения. Открылось питейное заведение, хлебозапасный и соляной магазины. Горожане занимались охотой, рыбалкой и даже земледелием. На конец XVIII века приходится появление церковной утвари, украшенной золотом и серебром. Церковная библиотека располагала справочными книгами по морскому и военному делу.
Юкагиры, эвены и якуты снабжали горожан молочными продуктами, дичью, оленьим, медвежьим и коровьим мясом. Каждый год в ноябре или декабре здесь проходила ярмарка: приезжие на санях купцы из Якутска сбывали посуду из железа, ткани, бисер, сахар, табак, местное население — пушнину (белок, лисиц, соболей, горностаев, колонков), бивни моржей и мамонтов.
26 октября 1790 года высочайше утверждён герб города Зашиверска, одновременно с другими гербами Иркутского наместничества, со следующим описанием: «В верхней части щита герб иркутский. В нижней части в чёрном поле золотая лисица, в знак того, что жители сего округа ловлею сих зверей промышляют».
Среди горожан было немало юкагиров, эвенов и якутов, работавших в домах русских. Жили здесь ремесленники и купцы. Военный гарнизон в 1799 году насчитывал 33 человека. На протяжении XVIII века Зашиверск переживал расцвет. Согласно преданиям, число домов и юрт в городе доходило до 270. Численность населения, видимо, никогда не превышала 500 человек. Казённые грузы из Якутска до Зашиверска до его упразднения в 1805 году  доставлялись по пути через Тукуланский перевал и реку Алдан, затем по Нельгеге или на Борулах и Зашиверск. Сплава по Индигирке выше Зашиверска, по всей видимости, не существовало, поскольку прохождение через пороги затруднительно.

### Упадок и гибель
Повсеместное истребление пушного зверя послужило причиной снижения торгового значения Зашиверска, и, как следствие, сокращения численности его населения. В ходе административно-территориальной реформы 1803 года, предусматривающей сокращение числа «штатных городов» и их уездов, Зашиверск «по малому числу жителей» был выведен из числа уездных городов, в 1804 году после получения распоряжения административный центр со всеми уездными учреждениями, а также с кафедрой протоиерея, был перенесён в Верхоянск (в 400 км к западу). Какое-то время здесь ещё оставался отряд казаков и некоторые торговые заведения. В 1808 году в городе проживало 120—130 человек. Оставшиеся жители впоследствии, вероятно, погибли от эпидемий кори и оспы, случившейся в Верхоянском округе в 1773—1776 годах и повторно в 1883 году. От оспы вымер и находившийся неподалёку древний посёлок Полоусный, от которого ещё в 1940-е годы сохранялась часовенка. 

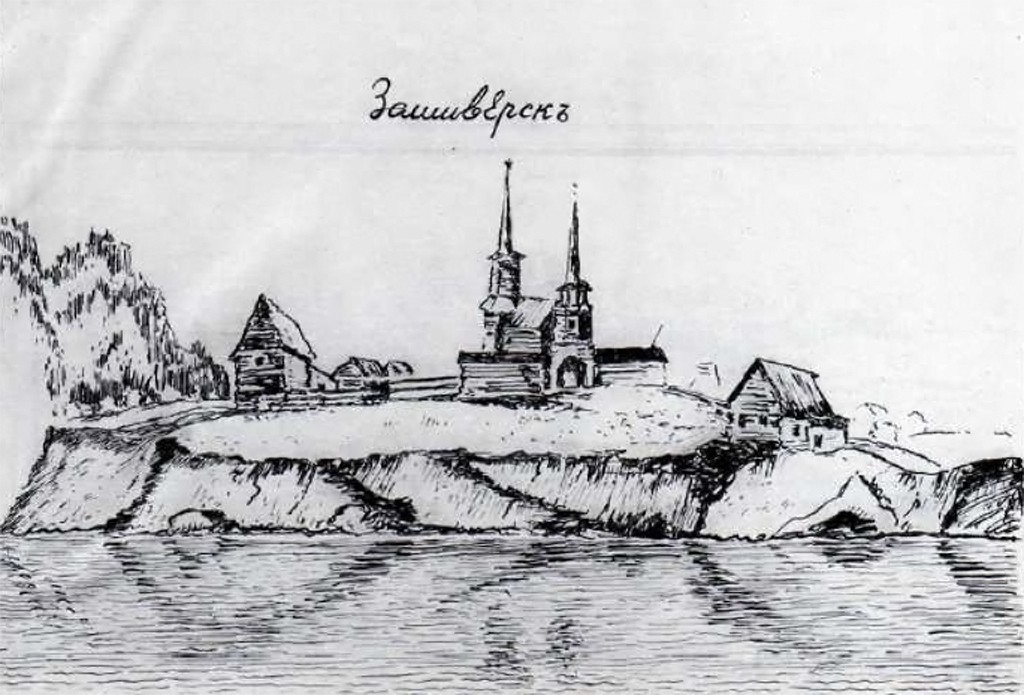
Зашиверск в 1820 году.
Рисунок Ф. Матюшкина

В октябре 1820 года здесь был проездом полярный исследователь Ф. П. Врангель, который застал в угасающем Зашиверске всего пять жилых домов. В декабре 1822 года город посетил шотландский путешественник Джон Кокрен, который записал: «…Кровь застыла в моих жилах, когда я увидел, наконец, это место. Я… нигде не видел такой бесконечно печальной картины… Поселение состояло из семи жалких жилищ». В 1840-х годах здесь побывал путешественник по фамилии Виноградов: «После переправы через Индигирку открывается Зашиверск, стоящий на правом берегу ея. Божий храм да три юрты, священник с причетником, улусный писарь с пером и станционный смотритель без лошадей составляют всё народонаселение». В эти же годы это место посетил архиепископ Нил, оставивший рассказ о Спасской церкви и её приходе, но ничего не упомянувший о самом городе. Зашиверск как поселение в это время фактически уже не существовал. Церковная утварь была вывезена в Крест-Майорскую и Момскую церкви на Индигирке. В 1874 году в Санкт-Петербурге был разработан проект нового герба Зашиверска с описанием: «В чёрном щите золотая лисица с червлеными глазами», однако он утверждён не был.
В конце 1920-х годов участники экспедиции Наркомвода СССР застали на месте Зашиверска двух людей, якутов по национальности, живших в амбаре. Это были рыбак Митрей Слепцов и его младшая сестра Евдокия Фёдоровна Слепцова. Спустя несколько лет Слепцов умер, его сестра перебралась в местность под названием Тёгюрё́к. Слепцова говорила: «Мы были последними жителями города».

## Архитектура

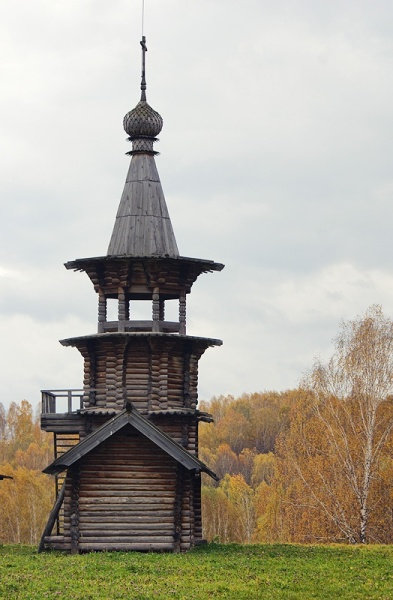
Звонница, перевезённая в музей Новосибирска

От исчезнувшей заполярной Мангазеи в Западной Сибири Зашиверск отличало наличие сохранившихся до XX века памятников над землёй: шатровой церкви и надвратной башни крепости.
Зашиверск был изображён в «Чертёжной книге Сибири», составленной Семёном Ремезовым в 1701 году. Город был запечатлён на рисунках Л. Воронина и Ф. Матюшкина на рубеже XVIII—XIX веков.
Зашиверск был городом, построенным полностью из дерева. Стены крепостной стены, построенной в 1676 году, по данным археологических раскопок 1969—1971 годов, имели длину 46 метров и ширину 38 метров. Толщина стен, выложенных из двух рядов брёвен, составляла около двух метров. Над стенами были сооружены две башни с воротами, одна угловая башня и Спасская церковь (встроена в южную стену). На плане, составленном землемером Турчаниновым в 1798 году, показаны также амбары для провианта и темница. На рисунках Л. Воронина конца XVIII века крепостная стена уже отсутствовала.
Судя по упомянутым плану и рисункам, город имел неупорядоченную застройку без улиц, дома прижимались к реке. В конце XVIII века город рос и располагался уже как на полуострове, так и на соседнем западном острове (ныне отделён сухой протокой). По словам старожилов, часть города располагалась также на левом берегу Индигирки и на холмах выше основной части города.
На момент прихода археологической экспедиции в 1969 году на месте Зашиверска находилась церковь, полуразрушенная колокольня, два полуразрушенных избяных сруба (вероятно, построенные в середине XIX века) и столб-коновязь. Спасская церковь с колокольней были построены в 1700 году местным плотником Андреем Хабаровым из лиственничных брёвен, доставленных, скорее всего, с верховьев Индигирки. В первой половине XX века в церкви ещё находились выцветшие и облупленные иконы «древнего письма». Поскольку нельзя было обеспечить сохранность уцелевших памятников в дикой природе, правительство Якутской АССР дало разрешение на их вывоз в создаваемый в пригороде Новосибирска Историко-архитектурный музей под открытым небом. В 1970 году была перевезена колокольня, в 1971 году — Спасская церковь.

## Зашиверск в фольклоре
Зашиверск после своего исчезновения остался в фольклорной памяти коренного населения Индигирки: легендах и преданиях, записанных в разное время. Так, основание города, по преданию, было связано с якутским богатырём по имени Берт-Чёрёгёр: с помощью русских ему удалось разгромить тунгусов, с которыми раньше враждовали якуты. По другой версии, Ёрё-Чёрёгёр был проводником русских на Индигирку и показал место для закладки города.
К 1940—1950-м годам относятся записи преданий об эпидемии оспы и последовавшей за ней гибели города. В передаче Ю. Фролова, шаманы связывали пришествие оспы — «бабушки», как они её называли, в начале XIX века с «нечистой силой», которая отплатила таким образом людям за истребление промыслового зверя. По другому преданию, две сестры в течение семи суток сидели на деревьях и с жалостью глядели на жителей Зашиверска. Это были духи оспы. А когда их обидел проезжавший мимо тунгусский князец, они обрушили свою ярость на город. Легенда якутского или тунгусского происхождения, услышанная участниками научной экспедиции 1969—1970 годов в низовьях Индигирки, рассказывает, что однажды во время ярмарки (у городской крепости) шаман увидел заражённый недугом сундук с сокровищами и приказал бросить его в прорубь, но жадный священник ему воспротивился, и когда сундук открыли — люди бросились и разобрали все лежавшие в нём вещи. А на следующий день город был охвачен чёрной оспой. Погибли все, вместе со священником, выжила лишь маленькая девочка Тарабукина, которая дожила до 105 лет и умерла в 1913 году. В языке русскоустьинцев для обозначения оспы 
сохранилось выражение «зашиверская погань».

## Исследования
…Спустились на ровную площадь. На ней стоят: церковь, колокольня, два амбара и две могилы. Вот и всё, что осталось от Зашиверска!
Зашиверск упоминается в описаниях путешествий русским исследователями Г. Сарычевым в конце XVIII века и Ф. Врангелем в начале XIX века. Подробное описание города содержится в «Словаре географическом Российского государства» А. Щекатова, изданном в 1804 году.
После гибели города он почти нигде не упоминался. Первое обстоятельное изучение истории Зашиверска (по архивным материалам) относится к 1922 году, когда в «Сборнике материалов к изучению Якутии» Якутским наркомпросом была опубликована статья под названием «Город Зашиверск» автора с инициалами «В. Г.». О Зашиверске упоминали В. И. Огородников в книге «Из истории покорения Сибири. Покорение юкагирской земли» (Чита, 1922), С. В. Бахрушин в «Открытии Якутии русскими в XVII веке и присоединение её к России» (Якутск, 1957). О существовании на месте бывшего города церкви в XX веке впервые было сказано в отчёте 1933 года о проведении Индигирской гидрографической экспедиции, которая случайно обнаружила остатки города в 1931 году.

### Археологические раскопки

Остатки Зашиверска в 1969—1970 годах

Археологические раскопки на месте Зашиверского острога и, частично, прилегающей к нему территории проводились в 1969—1971 годах экспедицией СО АН СССР. Раскопки позволили установить исторические данные, отсутствующие в письменных источниках. Короткое лето и вечная мерзлота (лёд начинался на глубине 25—30 см) помешали археологам закончить раскопки, в частности, не был найден культурный слой XVII века.
В ходе экспедиции под слоем торфа были обнаружены остатки острожных стен, полы-настилы башен, а также ремесленной мастерской в 15 метрах от колокольни. Выявлены следы наводнения и двух пожаров, один из которых погубил часть стен крепости. Были найдены медные монеты, относящиеся к XVIII веку; «идол» и шахматная фигурка из кости мамонта, стеклянные бусы, куски слюды и стекла, железный нож и другие предметы. На расстоянии 1,6 м и 10 см от церкви на глубине 80 см в песчаном грунте обнаружена группа захоронений: женщины и трёх детей в гробах из тёсаных досок; ребёнка в долблёной колоде; девушки в гробу, выдолбленном из двух лиственниц.

### Энциклопедии
- Зашиверск // Энциклопедический словарь Брокгауза и Ефрона : в 86 т. (82 т. и 4 доп.). — СПб., 1890—1907.
- Зашиверск // Новый энциклопедический словарь: В 48 томах (вышло 29 томов). — СПб., Петроград, 1911—1916.
- Зашиверск, с. (Якут. Р.) — статья из Сибирской советской энциклопедии — Н., 1930—1931.
- Зашиверск — статья из Исторической энциклопедии Сибири — Н., 2010.

### Монографии
- Окладников А. П. и др. Древний Зашиверск: древнерусский заполярный город. — М.: Наука, 1977. Архивировано 12 августа 2014 года.
- Вилков О. Н. Источники и литература о времени основания в процессе освоения Сибири русскими города Зашиверска (XVII в.) // Источниковедение городов Сибири конца XVI — нач. XX вв.. — Новосибирск, 1983.
- Лаппо Г. М. Города России. Взгляд географа. — М.: Новый хронограф, 2012. — С. 274. — ISBN 978-5-94881-151-2.

### Публикации
на русском языке
- В. Г. Город Зашиверск // Сборник материалов по изучению Якутии. — Якутск, 1922.
- Кротов, Модест. В просторах Индигирки. — Якутск: Якутское государственное издательство, 1934.
- Сизых С. Якутская Помпея. — Соц. Якутия, 1974.
- Гурьве К. Был на карте город. — Сангар: Ленинец, 1978.
- Панков А. Якутская Мангазея. — Полярная звезда, 1978.
- Березкин И. Здесь был город. — Молодёжь Якутии, 1989.
- Вехов Н. В. Зашиверск // Московский журнал. — 2011. — № 10. — С. 35—48.

на якутском языке
- Хохлачев В. Заполярный Помпей = Хотугу эргимтэ Помпейа уоттара. — Индигир уоттара. — Хону, 1975.
- Фролов В. Был такой город = Маннык куорат баара. — Бэлэм буол. — Якутия, 1981.
- Абыйчанин Н. Русские из Ожогино; Зашиверск в XVII—XVIII в. = Ожогино нууччалара; Зашиверскай XVII—XVIII yйэлэргэ. — Кыым. — Якутия, 1998.